# روجر ولكوت
روجر ولكوت هو سياسي أمريكي، ولد في 13 يوليو 1847 في بوسطن في الولايات المتحدة، وتوفي بنفس المكان في 21 ديسمبر 1900. نشط حزبياً في الحزب الجمهوري. وقد انتخب نائب حاكم ماساتشوستس ‏ (1893 – 1897) وانتخب حاكم ماساتشوستس ‏ (1897 – 4 يناير 1900).